# خورخي بوكساد
خورخي بوكساد (من مواليد 26 مايو 1975 في برشلونة) محامي وسياسي إسباني، تم انتخابه كعضو في البرلمان الأوروبي في انتخابات البرلمان الأوروبي لعام 2019 في إسبانيا، وكان المتحدث الرسمي باسم فوكس منذ فبراير 2020. وهو عضو في حزب فوكس اليميني المتطرف وعمل سابقًا في حزب الشعب بين عامي 2004 و2014. في عام 1995 كان مرشحًا غير ناجح في الانتخابات البرلمانية الكتالونية، وفي 1996 كان رقم 8 في الانتخابات العامة الإسبانية.

## العمل السياسي
بوكساد يعارض استقلال مسقط رأسه كاتالونيا، وهو عضو في المنظمات المناهضة للانفصال مثل المجتمع المدني الكاتالوني ومؤسسة جوان بوسكا.
خورخي بوكسادي فيلالبا هو معجب معترف به لخوسيه أنطونيو بريمو دي ريفيرا مؤسس الكتائب الإسبانية. في سبتمبر 2012 وصف خوسيه أنطونيو وإرنستو جيمينيز كاباليرو أحد منظري الفاشية في إسبانيا بأنهما «روحان متفوقان». وفي نفس المقال الذي نُشر على مدونته يدين دستور 1978، الذي تم تبنيه بعد انتهاء نظام فرانكو.
كان بوكساد أحد الموقعين على ميثاق مدريد في 26 أكتوبر 2020 الذي ساغه حزبه السياسي اليميني الإسباني فوكس. نددت الوثيقة بالمنظمات اليسارية في أمريكا الأيبيرية ووصفت هذه الجماعات اليسارية بأنها «إجرامية»، وتقول إن هذه الجماعات تشكل تهديدًا للديمقراطية الليبرالية من خلال الشيوعية، وأنها جزء من مؤامرة عالمية متأثرة بكوبا.